# عزلة مران ولد يحى (صعدة)

تعديل مصدري - تعديل

عزلة مران ولد يحى هي إحدى عزل مديرية حيدان في محافظة صعدة اليمنية ويبلغ تعداد سكانها 6459 نسمة حسب التعداد السكاني في اليمن لعام 2004.

## أعلام
- عبد الملك الحوثي

## روابط خارجية
- الجهاز المركزي للإحصاء بالجمهورية اليمنية
- المركز الوطني للمعلومات باليمن
- World Gazetteer:Yemen
- الدليل الشامل